# لنغستنتون (كامبريدجشير)
لنغستنتون (بالإنجليزية: Longstanton)‏ هي قرية و أبرشية مدنية تقع في المملكة المتحدة في إنجلترا.